# Brassolis sophorae
Brassolis sophorae är en fjärilsart som beskrevs av Carl von Linné 1758. Brassolis sophorae ingår i släktet Brassolis och familjen praktfjärilar. Inga underarter finns listade i Catalogue of Life.

## Bildgalleri

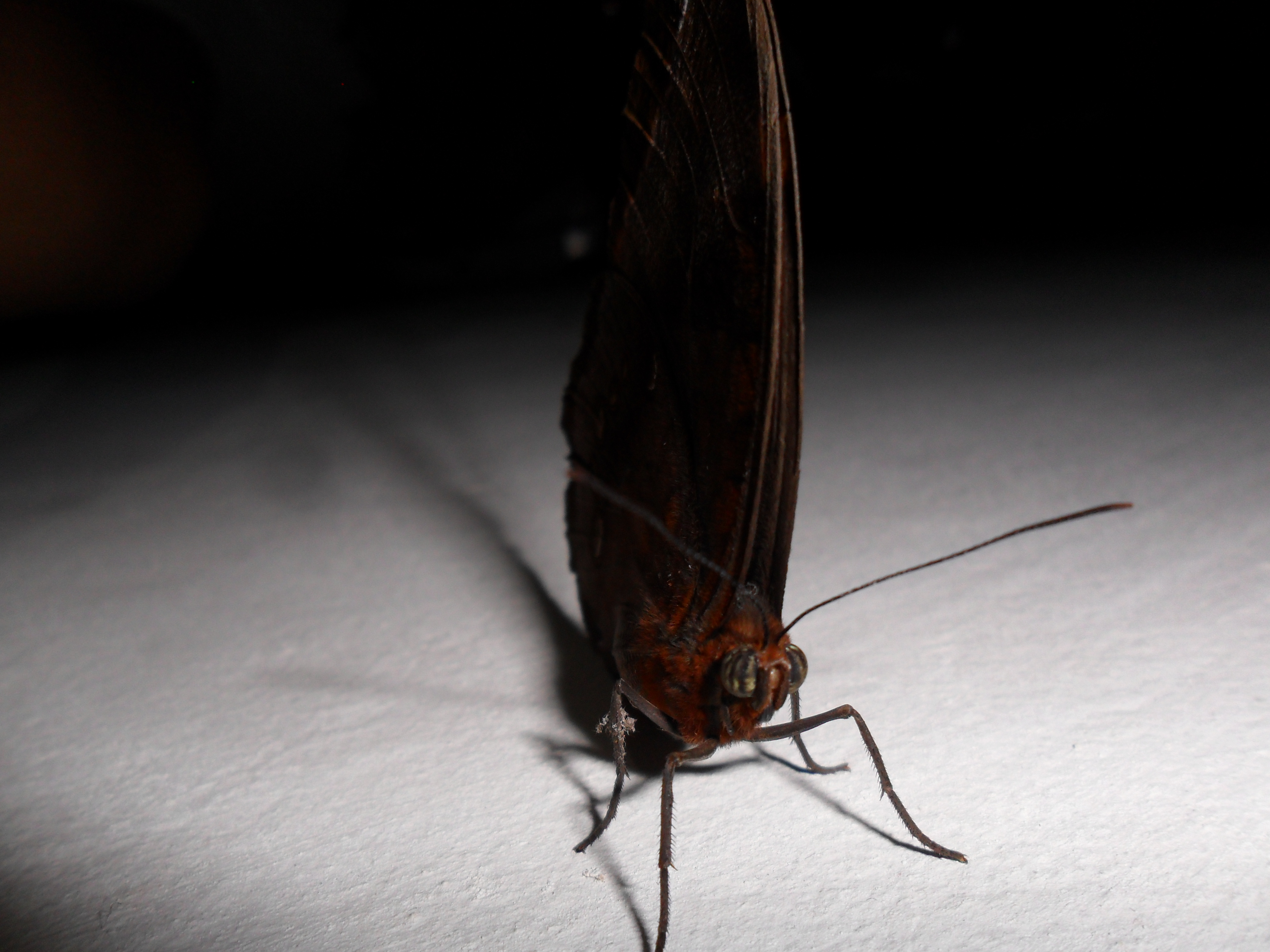
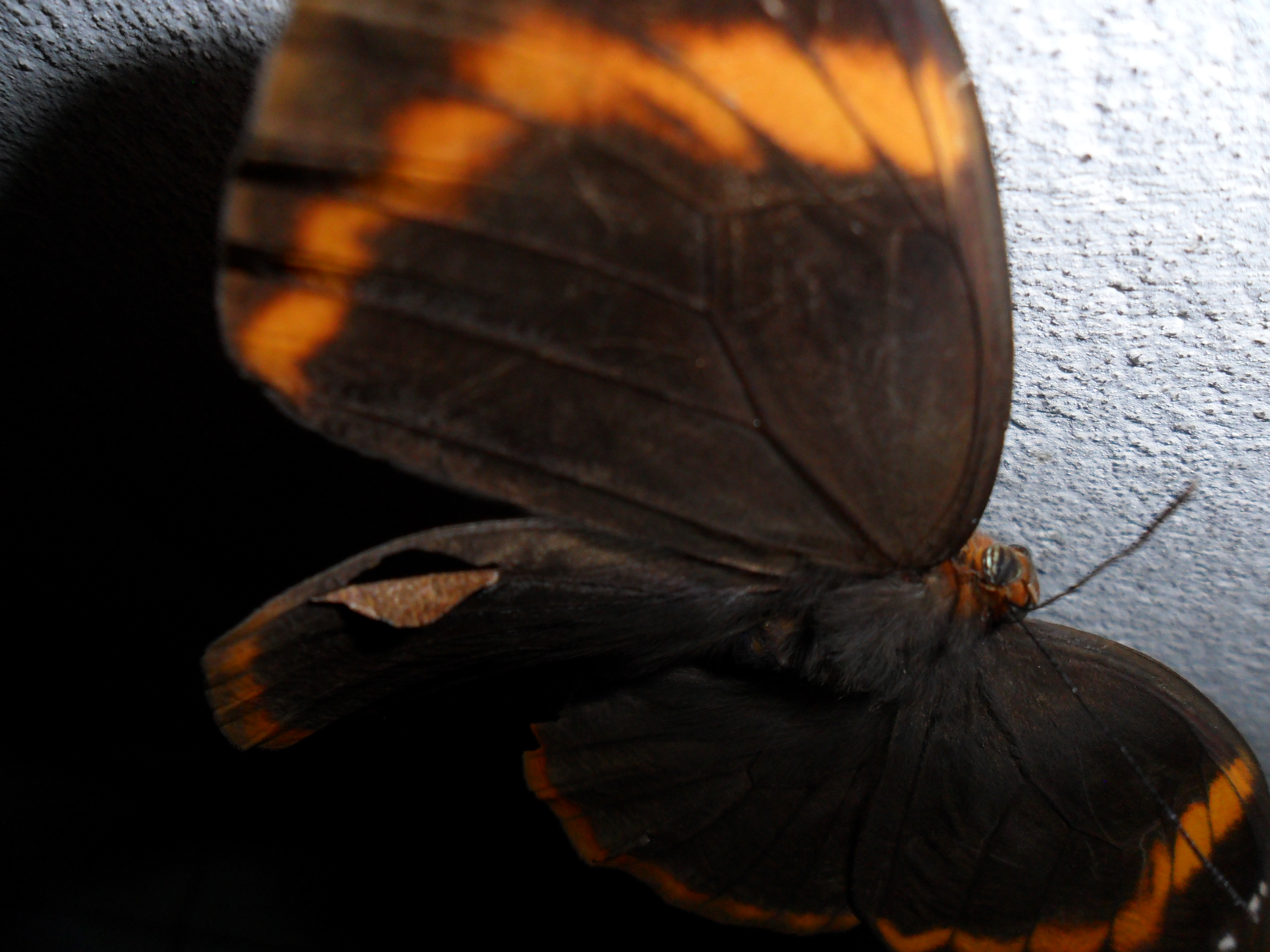
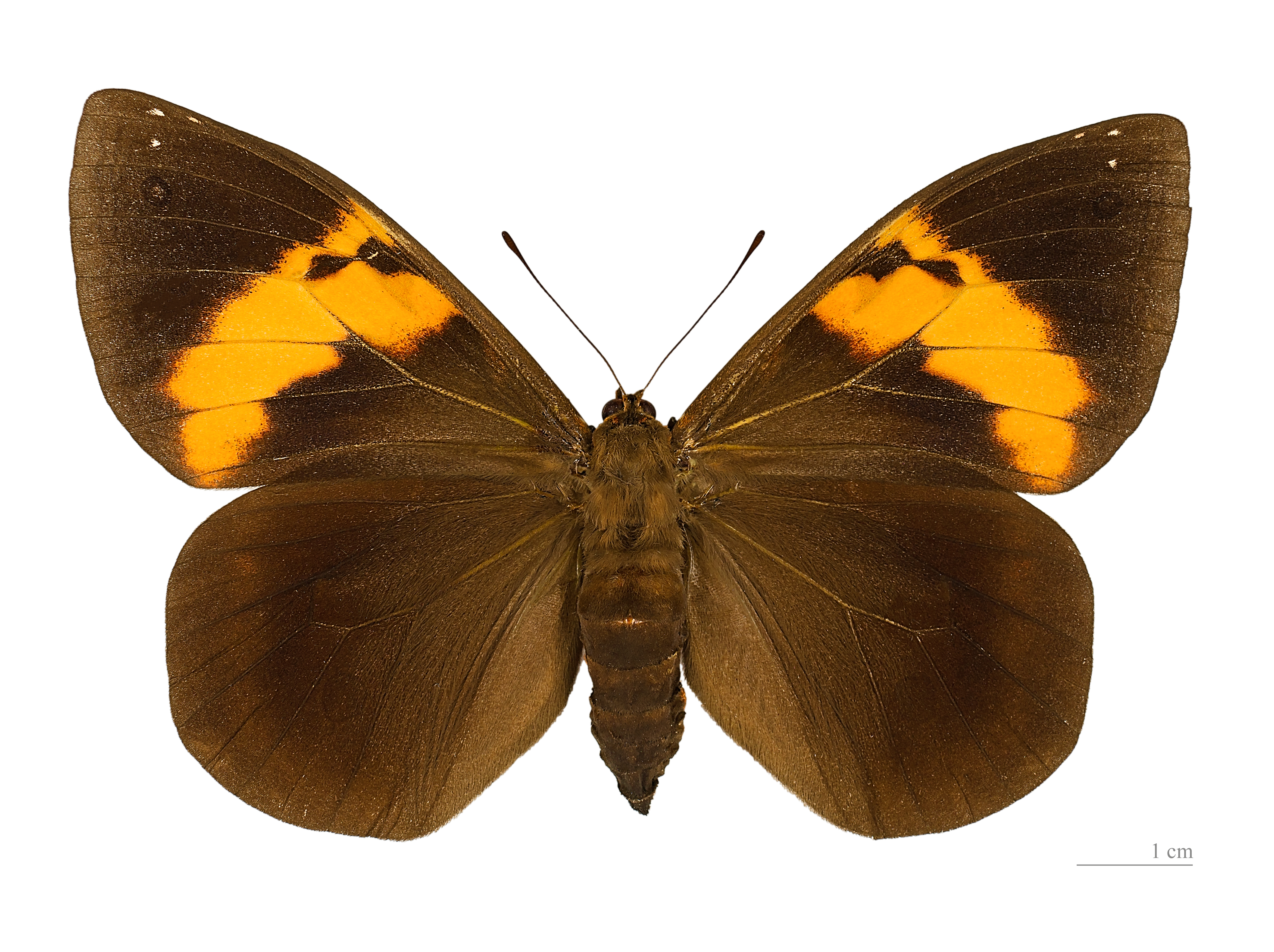
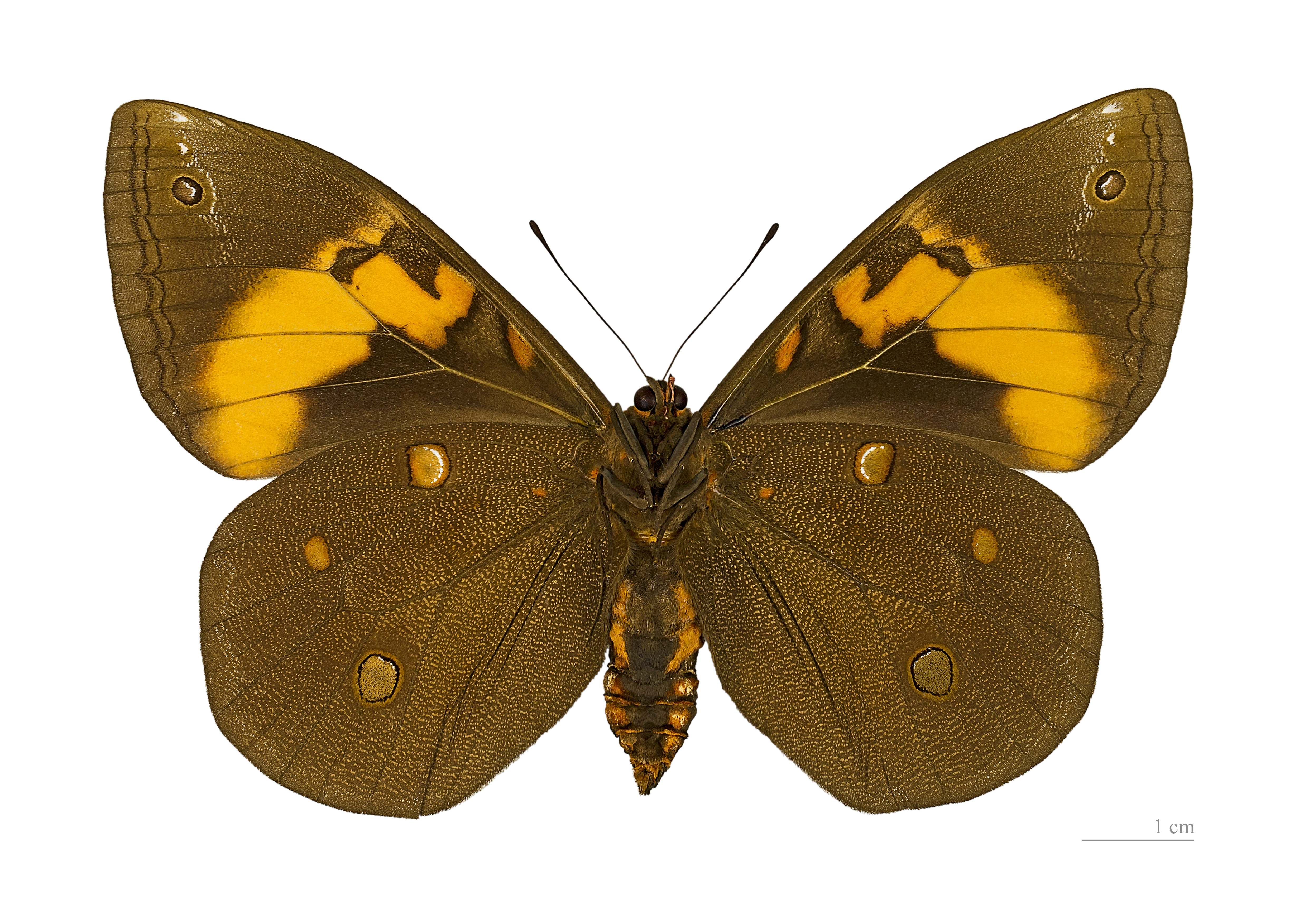
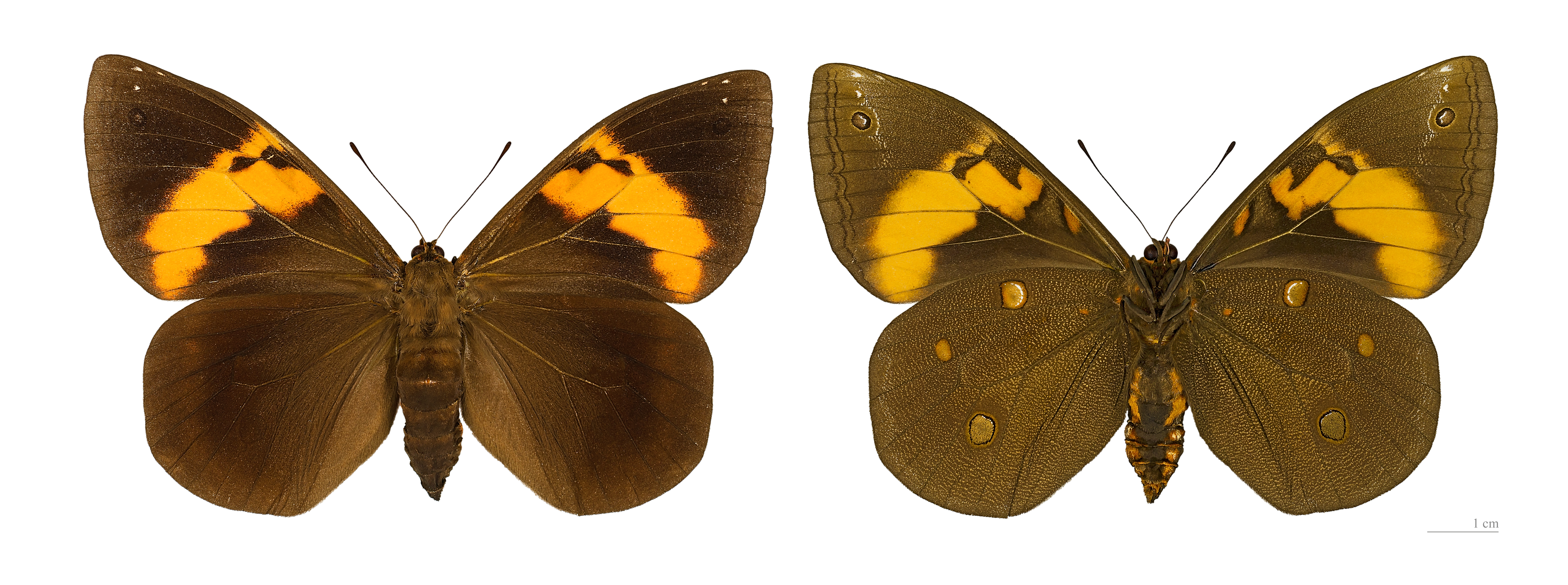